# AVC Challenge Cup maschile 2024
L'AVC Challenge Cup maschile 2024 si è svolta dal 2 al 9 giugno 2024 a Riffa, in Bahrein: al torneo hanno partecipato dodici squadre nazionali asiatiche e oceaniane e la vittoria finale è andata per la prima volta al Qatar.

## Impianti
|                                                                               |  |  |
|                                                                               |  |  |
| Palazzetto dello sport di Isa Città: Riffa Capienza: 8 000 Anno d'apertura: - |  |  |

### Formula
La formula ha previsto:
- Prima fase, disputata con gironi all'italiana: le prime due classificate di ogni girone hanno acceduto alla fase finale per il primo posto, mentre le ultime classificate di ogni girone hanno acceduto alle semifinali per il nono posto.
- Fase finale, disputata con:
  - Fase finale per il primo posto, giocata con quarti di finale, semifinali, finale per il terzo posto e finale; le sconfitte ai quarti di finale hanno acceduto alle semifinali per il quinto posto.
  - Fase finale per il quinto posto, giocata con semifinali, finale per il settimo posto e finale per il quinto posto.
  - Fase finale per il nono posto, giocata con semifinali, finale per l'undicesimo posto e finale per il nono posto.

### Criteri di classifica
Se il risultato finale è stato di 3-0 o 3-1 sono stati assegnati 3 punti alla squadra vincente e 0 a quella sconfitta, se il risultato finale è stato di 3-2 sono stati assegnati 2 punti alla squadra vincente e 1 a quella sconfitta.
L'ordine del posizionamento in classifica è stato definito in base a:
- Numero di partite vinte;
- Punti;
- Ratio dei set vinti/persi;
- Ratio dei punti realizzati/subiti;
- Risultati degli scontri diretti.

## Squadre partecipanti
| Squadra       | Qualificazione                | Ultima partecipazione |
| ------------- | ----------------------------- | --------------------- |
| Australia     | 5ª all'AVC Challenge Cup 2023 | Taiwan 2023           |
| Bahrein       | Paese organizzatore           | Taiwan 2023           |
| Cina          | 3ª nel ranking EAZVA          | Debutto               |
| Corea del Sud | 3ª all'AVC Challenge Cup 2023 | Taiwan 2023           |
| Filippine     | 3ª nel ranking SEAVA          | Taiwan 2023           |
| Indonesia     | 6ª all'AVC Challenge Cup 2023 | Taiwan 2023           |
| Kazakistan    | 7ª all'AVC Challenge Cup 2023 | Taiwan 2023           |
| Pakistan      | 2ª nel ranking CAVA           | Debutto               |
| Qatar         | 1ª nel ranking WAZVA          | Debutto               |
| Taipei cinese | 4ª nel ranking EAZVA          | Taiwan 2023           |
| Thailandia    | 1ª all'AVC Challenge Cup 2023 | Taiwan 2023           |
| Vietnam       | 4ª all'AVC Challenge Cup 2023 | Taiwan 2023           |

## Torneo

### Fase a gironi
| Girone A  | Girone B   | Girone C      | Girone D      |
| --------- | ---------- | ------------- | ------------- |
| Bahrein   | Kazakistan | Corea del Sud | Australia     |
| Cina      | Pakistan   | Indonesia     | Taipei cinese |
| Filippine | Thailandia | Qatar         | Vietnam       |

#### Girone A

##### Risultati
| 2 giugno 2024 Palazzetto dello sport di Isa, Riffa Durata: 1h:13 - Spettatori: 1 000 | Filippine | 0 - 3 | Cina      | 19-25, 22-25, 22-25 |
| 3 giugno 2024 Palazzetto dello sport di Isa, Riffa Durata: 1h:20 - Spettatori: 2 500 | Bahrein   | 3 - 0 | Filippine | 25-18, 25-23, 25-20 |
| 4 giugno 2024 Palazzetto dello sport di Isa, Riffa Durata: 1h:20 - Spettatori: 1 500 | Cina      | 3 - 0 | Bahrein   | 25-20, 25-22, 25-16 |

##### Classifica
| Pos. | Squadra   | Pt | G | V | P | SV | SP | Ratio | PF  | PS  | Ratio |
| ---- | --------- | -- | - | - | - | -- | -- | ----- | --- | --- | ----- |
| 1.   | Cina      | 6  | 2 | 2 | 0 | 6  | 0  | MAX   | 150 | 121 | 1,240 |
| 2.   | Bahrein   | 3  | 2 | 1 | 1 | 3  | 3  | 1,000 | 133 | 136 | 0,978 |
| 2.   | Filippine | 0  | 2 | 0 | 2 | 0  | 6  | 0,000 | 124 | 150 | 0,827 |

      Qualificata alla fase finale per il primo posto.
      Qualificata alla fase finale per il nono posto.

#### Girone B

##### Risultati
| 2 giugno 2024 Palazzetto dello sport di Isa, Riffa Durata: 1h:15 - Spettatori: 150 | Pakistan   | 3 - 0 | Kazakistan | 25-19, 25-19, 25-21               |
| 3 giugno 2024 Palazzetto dello sport di Isa, Riffa Durata: 1h:17 - Spettatori: 320 | Thailandia | 0 - 3 | Pakistan   | 22-25, 14-25, 21-25               |
| 4 giugno 2024 Palazzetto dello sport di Isa, Riffa Durata: 2h:15 - Spettatori: 260 | Kazakistan | 3 - 2 | Thailandia | 25-21, 22-25, 25-23, 19-25, 15-13 |

##### Classifica
| Pos. | Squadra    | Pt | G | V | P | SV | SP | Ratio | PF  | PS  | Ratio |
| ---- | ---------- | -- | - | - | - | -- | -- | ----- | --- | --- | ----- |
| 1.   | Pakistan   | 6  | 2 | 2 | 0 | 6  | 0  | MAX   | 150 | 116 | 1,293 |
| 2.   | Kazakistan | 2  | 2 | 1 | 1 | 3  | 5  | 0,600 | 165 | 182 | 0,907 |
| 3.   | Thailandia | 1  | 2 | 0 | 2 | 2  | 6  | 0,333 | 164 | 181 | 0,906 |

      Qualificata alla fase finale per il primo posto.
      Qualificata alla fase finale per il nono posto.

#### Girone C

##### Risultati
| 2 giugno 2024 Palazzetto dello sport di Isa, Riffa Durata: 0h:59 - Spettatori: 417   | Corea del Sud | 3 - 0 | Indonesia     | 25-11, 25-16, 25-9                |
| 3 giugno 2024 Palazzetto dello sport di Isa, Riffa Durata: 2h:15 - Spettatori: 1 500 | Qatar         | 2 - 3 | Corea del Sud | 16-25, 25-19, 16-25, 25-22, 18-20 |
| 4 giugno 2024 Palazzetto dello sport di Isa, Riffa Durata: 1h:06 - Spettatori: 260   | Indonesia     | 0 - 3 | Qatar         | 17-25, 15-25, 17-25               |

##### Classifica
| Pos. | Squadra       | Pt | G | V | P | SV | SP | Ratio | PF  | PS  | Ratio |
| ---- | ------------- | -- | - | - | - | -- | -- | ----- | --- | --- | ----- |
| 1.   | Corea del Sud | 5  | 2 | 2 | 0 | 6  | 2  | 3,000 | 186 | 136 | 1,368 |
| 2.   | Qatar         | 4  | 2 | 1 | 1 | 5  | 3  | 1,667 | 175 | 160 | 1,094 |
| 3.   | Indonesia     | 0  | 2 | 0 | 2 | 0  | 6  | 0,000 | 85  | 150 | 0,567 |

      Qualificata alla fase finale per il primo posto.
      Qualificata alla fase finale per il nono posto.

#### Girone D

##### Risultati
| 2 giugno 2024 Palazzetto dello sport di Isa, Riffa Durata: 1h:08 - Spettatori: 200 | Australia     | 3 - 0 | Taipei cinese | 25-21, 25-17, 25-17 |
| 3 giugno 2024 Palazzetto dello sport di Isa, Riffa Durata: 1h:15 - Spettatori: 260 | Vietnam       | 0 - 3 | Australia     | 26-28, 18-25, 17-25 |
| 4 giugno 2024 Palazzetto dello sport di Isa, Riffa Durata: 1h:06 - Spettatori: 300 | Taipei cinese | 0 - 3 | Vietnam       | 15-25, 22-25, 14-25 |

##### Classifica
| Pos. | Squadra       | Pt | G | V | P | SV | SP | Ratio | PF  | PS  | Ratio |
| ---- | ------------- | -- | - | - | - | -- | -- | ----- | --- | --- | ----- |
| 1.   | Australia     | 6  | 2 | 2 | 0 | 6  | 0  | MAX   | 153 | 116 | 1,319 |
| 2.   | Vietnam       | 3  | 2 | 1 | 1 | 3  | 3  | 1,000 | 136 | 129 | 1,054 |
| 2.   | Taipei cinese | 0  | 2 | 0 | 2 | 0  | 6  | 0,000 | 106 | 150 | 0,707 |

      Qualificata alla fase finale per il primo posto.
      Qualificata alla fase finale per il nono posto.

### Fase finale

#### Finale 1º e 3º posto
|  | Quarti di finale | Quarti di finale | Quarti di finale |            |    | Semifinali    | Semifinali    | Semifinali |    |                 | Finale          | Finale          | Finale |  |
|  |                  |                  |                  |            |    |               |               |            |    |                 |                 |                 |        |  |
|  | 1A               | Cina             | 0                |            |    |               |               |            |    |                 |                 |                 |        |  |
|  | 1A               | Cina             | 0                |            |    |               |               |            |    |                 |                 |                 |        |  |
|  | 2C               | Qatar            | 3                |            |    |               |               |            |    |                 |                 |                 |        |  |
|  | 2C               | Qatar            | 3                |            | 2C | Qatar         | 3             |            |    |                 |                 |                 |        |  |
|  |                  |                  |                  |            | 2C | Qatar         | 3             |            |    |                 |                 |                 |        |  |
|  |                  |                  | 2B               | Kazakistan | 1  |               |               |            |    |                 |                 |                 |        |  |
|  | 2B               | Kazakistan       | 2B               | Kazakistan | 1  | 3             |               |            |    |                 |                 |                 |        |  |
|  | 2B               | Kazakistan       |                  |            |    |               |               |            |    |                 |                 |                 |        |  |
|  | 1D               | Australia        | 1                |            |    |               |               |            |    |                 |                 |                 |        |  |
|  | 1D               | Australia        | 1                |            | 2C | Qatar         | 3             |            |    |                 |                 |                 |        |  |
|  |                  |                  |                  |            |    |               |               |            |    |                 |                 |                 |        |  |
|  |                  |                  | 1B               | Pakistan   | 0  |               |               |            |    |                 |                 |                 |        |  |
|  | 1B               | Pakistan         | 1B               | Pakistan   | 0  | 3             |               |            |    |                 |                 |                 |        |  |
|  | 1B               | Pakistan         |                  |            |    | 3             |               |            |    |                 |                 |                 |        |  |
|  | 2D               | Vietnam          | 2                |            |    |               |               |            |    |                 |                 |                 |        |  |
|  | 2D               | Vietnam          | 2                |            | 1C | Corea del Sud | 1             |            |    | Finale 3º posto | Finale 3º posto | Finale 3º posto |        |  |
|  |                  |                  |                  |            | 1C | Corea del Sud | 1             |            |    |                 |                 |                 |        |  |
|  |                  |                  | 1B               | Pakistan   | 3  |               |               |            |    |                 |                 |                 |        |  |
|  | 2A               | Bahrein          | 1B               | Pakistan   | 3  | 2             |               |            | 2B | Kazakistan      | 1               |                 |        |  |
|  | 2A               | Bahrein          |                  |            |    |               |               |            | 2B | Kazakistan      | 1               |                 |        |  |
|  | 1C               | Corea del Sud    | 3                |            |    | 1C            | Corea del Sud | 3          |    |                 |                 |                 |        |  |

##### Quarti di finale
| 6 giugno 2024 Palazzetto dello sport di Isa, Riffa Durata: 1h:27 - Spettatori: 240   | Cina       | 0 - 3 | Qatar         | 19-25, 19-25, 19-25               |
| 6 giugno 2024 Palazzetto dello sport di Isa, Riffa Durata: 1h:49 - Spettatori: 120   | Kazakistan | 3 - 1 | Australia     | 21-25, 25-23, 25-18, 25-21        |
| 6 giugno 2024 Palazzetto dello sport di Isa, Riffa Durata: 2h:09 - Spettatori: 1 000 | Pakistan   | 3 - 2 | Vietnam       | 19-25, 27-25, 25-23, 21-25, 15-12 |
| 6 giugno 2024 Palazzetto dello sport di Isa, Riffa Durata: 2h:28 - Spettatori: 1 000 | Bahrein    | 2 - 3 | Corea del Sud | 24-26, 30-32, 25-22, 25-22, 12-15 |

##### Semifinali
| 8 giugno 2024 Palazzetto dello sport di Isa, Riffa Durata: 1h:35 - Spettatori: 360   | Qatar         | 3 - 1 | Kazakistan | 25-16, 19-25, 25-19, 25-16 |
| 8 giugno 2024 Palazzetto dello sport di Isa, Riffa Durata: 2h:07 - Spettatori: 2 000 | Corea del Sud | 1 - 3 | Pakistan   | 22-25, 26-24, 22-25, 22-25 |

##### Finale 3º posto
| 9 giugno 2024 Palazzetto dello sport di Isa, Riffa Durata: 2h:12 - Spettatori: 1 000 | Kazakistan | 1 - 3 | Corea del Sud | 25-27, 25-19, 25-27, 30-32 |

##### Finale
| 9 giugno 2024 Palazzetto dello sport di Isa, Riffa Durata: 1h:30 - Spettatori: 2 500 | Qatar | 3 - 0 | Pakistan | 25-22, 25-20, 25-19 |

#### Finali 5º e 7º posto
|  | Semifinali | Semifinali | Semifinali |         |    | Finale 5º posto | Finale 5º posto | Finale 5º posto |  |
|  |            |            |            |         |    |                 |                 |                 |  |
|  | 1A         | Cina       | 3          |         |    |                 |                 |                 |  |
|  | 1A         | Cina       | 3          |         |    |                 |                 |                 |  |
|  | 1D         | Australia  | 2          |         |    |                 |                 |                 |  |
|  | 1D         | Australia  | 2          |         | 1A | Cina            | 3               |                 |  |
|  |            |            |            |         | 1A | Cina            | 3               |                 |  |
|  |            |            | 2D         | Vietnam | 1  |                 |                 |                 |  |
|  | 2A         | Bahrein    | 2D         | Vietnam | 1  | 1               |                 |                 |  |
|  | 2A         | Bahrein    |            |         |    | 1               |                 |                 |  |
|  | 2D         | Vietnam    | 3          |         |    | Finale 7º posto | Finale 7º posto | Finale 7º posto |  |
|  | 2D         | Vietnam    | 3          |         |    |                 |                 |                 |  |
|  |            |            |            |         |    |                 |                 |                 |  |
|  |            |            |            |         |    | 1D              | Australia       | 0               |  |
|  |            |            |            |         |    | 1D              | Australia       | 0               |  |
|  |            |            |            |         |    | 2A              | Bahrein         | 3               |  |

##### Semifinali
| 7 giugno 2024 Palazzetto dello sport di Isa, Riffa Durata: 2h:09 - Spettatori: 310 | Cina    | 3 - 2 | Australia | 21-25, 25-21, 23-25, 25-19, 17-15 |
| 7 giugno 2024 Palazzetto dello sport di Isa, Riffa Durata: 1h:46 - Spettatori: 250 | Bahrein | 1 - 3 | Vietnam   | 22-25, 26-24, 21-25, 21-25        |

##### Finale 7º posto
| 8 giugno 2024 Palazzetto dello sport di Isa, Riffa Durata: 1h:13 - Spettatori: 250 | Australia | 0 - 3 | Bahrein | 20-25, 17-25, 22-25 |

##### Finale 5º posto
| 8 giugno 2024 Palazzetto dello sport di Isa, Riffa Durata: 1h:49 - Spettatori: 500 | Cina | 3 - 1 | Vietnam | 25-19, 25-21, 26-28, 25-21 |

#### Finali 9º e 11º posto
|  | Semifinali | Semifinali    | Semifinali |            |    | Finale 9º posto  | Finale 9º posto  | Finale 9º posto  |  |
|  |            |               |            |            |    |                  |                  |                  |  |
|  | 3A         | Filippine     | 3          |            |    |                  |                  |                  |  |
|  | 3A         | Filippine     | 3          |            |    |                  |                  |                  |  |
|  | 3C         | Indonesia     | 1          |            |    |                  |                  |                  |  |
|  | 3C         | Indonesia     | 1          |            | 3A | Filippine        | 1                |                  |  |
|  |            |               |            |            | 3A | Filippine        | 1                |                  |  |
|  |            |               | 3B         | Thailandia | 3  |                  |                  |                  |  |
|  | 3B         | Thailandia    | 3B         | Thailandia | 3  | 3                |                  |                  |  |
|  | 3B         | Thailandia    |            |            |    | 3                |                  |                  |  |
|  | 3D         | Taipei cinese | 0          |            |    | Finale 11º posto | Finale 11º posto | Finale 11º posto |  |
|  | 3D         | Taipei cinese | 0          |            |    |                  |                  |                  |  |
|  |            |               |            |            |    |                  |                  |                  |  |
|  |            |               |            |            |    | 3C               | Indonesia        | 3                |  |
|  |            |               |            |            |    | 3C               | Indonesia        | 3                |  |
|  |            |               |            |            |    | 3D               | Taipei cinese    | 0                |  |

##### Semifinali
| 5 giugno 2024 Palazzetto dello sport di Isa, Riffa Durata: 1h:45 - Spettatori: 310 | Filippine  | 3 - 1 | Indonesia     | 25-23, 23-25, 25-14, 25-22 |
| 5 giugno 2024 Palazzetto dello sport di Isa, Riffa Durata: 1h:13 - Spettatori: 500 | Thailandia | 3 - 0 | Taipei cinese | 25-20, 25-17, 25-15        |

##### Finale 11º posto
| 7 giugno 2024 Palazzetto dello sport di Isa, Riffa Durata: 1h:19 - Spettatori: 200 | Indonesia | 3 - 0 | Taipei cinese | 26-24, 25-21, 27-25 |

##### Finale 9º posto
| 7 giugno 2024 Palazzetto dello sport di Isa, Riffa Durata: 1h:47 - Spettatori: 350 | Filippine | 1 - 3 | Thailandia | 20-25, 25-23, 22-25, 20-25 |

## Classifica finale
| Pos     | Squadra       | Rosa |
| ------- | ------------- | --- |
| Oro     | Qatar         | Formazione: 1 Oughlaf, 2 Diagne, 3 Queiroz, 4 Ribeiro, 6 Georgiev, 7 Abunabot, 8 Widatalla, 10 Al-Remaihi, 11 Vasić, 12 Dahi, 13 Raimi, 16 Ibrahim, 18 Abdelrahim, 19 Mahmoud, CT: Soto                                   |
| Argento | Pakistan      | Formazione: 1 Hamad, 6 W. Khan, 7 U. Ali, 8 A. Khan, 9 Din, 11 Mur. Khan, 13 Naveed, 14 Zaheer, 15 Jehan, 16 A. Khan, 18 Mus. Khan, 19 N. Ali, 20 Haider, 21 Yaseen, CT: Wolochin                                         |
| Bronzo  | Corea del Sud | Formazione: 1 Lee W.j., 2 Hwang T.e., 5 Park, 6 Kim Y.j., 8 Cha J.h., 9 Lim, 11 Cha Y.s., 13 Kim J.w., 15 Han, 16 Jeong, 18 Choi, 20 Lee S.h., 30 Shin, 99 Kim J.h., CT: Ramires                                          |
| 4       | Kazakistan    | Formazione: 1 Boken, 2 Nurgazin, 3 Prokofyev, 5 Kempa, 7 Netalin, 8 Churzin, 9 Okunev, 11 Akimov, 12 Kadirkhanov, 18 Vorivodin, 21 Ustinov, 23 Serik, 24 Nurmakhambetov, CT: Kozik                                        |
| 5       | Cina          | Formazione: 2 Jiang, 3 Wang H.b., 4 Li L., 6 Yu, 8 Wang D.c., 9 Li Y.z., 10 Yang, 12 Zhang B.l., 14 Zhai, 15 Peng, 16 Qu, 17 Wang J.y., 22 Zhang J.y., 26 Liu, CT: Heynen                                                 |
| 6       | Vietnam       | Formazione: 1 Trung Trực, 2 Duy Phúc, 3 Văn Tiên, 4 Trong Nghia, 5 Trien Chieu, 6 Văn Hiệp, 7 Quoc Du, 8 Duy Tuyến, 10 Văn Tu, 11 Thế Khải, 12 Thanh Hải, 15 Văn Duy, 17 Ngọc Thuân, 22 Minh Đức, CT: Ðình Tiền           |
| 7       | Bahrein       | Formazione: 5 Abdulla, 6 Ali, 7 Alafyah, 8 Abdulwaheb, 9 Abdulla, 10 Alabbar, 12 Allawi, 13 Khamis, 14 Haider, 15 Anan, 17 Yaqoob, 18 Haroon, 20 Sultan, 21 Warqaa, CT: Queiroga                                          |
| 8       | Australia     | Formazione: 1 Graham, 2 Dosanjh, 4 Holland, 8 O'Dea, 9 Aubrey, 10 Flowerday, 11 Perry, 12 Mote, 13 Heptinstall, 19 D'Arcy-Miles, 21 Butler, 27 Senica, 29 Garrett, 37 Baird, CT: Ilott                                    |
| 9       | Thailandia    | Formazione: 2 Pinkaew, 3 Konhan, 10 Thanomnoi, 11 Sanhatham, 12 Pakdeekaew, 14 T. Charoensuk, 17 Wongtorn, 18 Donlakkham, 19 Jenthaisong, 22 Phanram, 25 Nilsawai, 26 Thungkham, 43 Thaweerat, 47 S. Charoensuk, CT: Park |
| 10      | Filippine     | Formazione: 3 Ybañez, 4 Lorenzo, 5 Disquitado, 7 Malabunga, 8 Bugaoan, 9 Kampton, 10 Almendras, 11 Umandal, 13 Retamar, 15 Espejo, 16 Taguibolos, 17 Ordiales, 19 Bello, 20 Josafat, CT: Veloso                           |
| 11      | Indonesia     | Formazione: 1 Setiawan, 2 Riski, 3 Yoku, 4 Muhammad, 8 Hatmojo, 11 Nugroho, 14 Attorif, 16 Krisna, 17 Fauzan, 18 Agustino, 19 Reyhan, 21 Prasasti, 25 Nibras, 33 Helmi, CT: Sugiyatno                                     |
| 12      | Taipei cinese | Formazione: 1 Chang H.p., 2 Chang M.q., 3 Pan Y.j., 5 Chine, 6 Lo, 7 Lin T.w., 8 Jheng, 10 Lin Y.t., 11 Chen, 13 Lin Z.c., 14 Pan P.c., 15 Pi, 18 Chang T.h., 20 Jhang, CT: Lin C.y.                                      |

|  | Qualificata alla Volleyball Challenger Cup 2024. |

## Premi individuali
| Premio                | Nome              | Squadra       |
| --------------------- | ----------------- | ------------- |
| MVP                   | Renan Ribeiro     | Qatar         |
| Miglior palleggiatore | Borislav Georgiev | Qatar         |
| Miglior opposto       | Murad Khan        | Pakistan      |
| Miglior schiacciatore | Wadidi Raimi      | Qatar         |
| Miglior schiacciatore | Kim Ji-han        | Corea del Sud |
| Miglior centrale      | Mohamed Ibrahim   | Qatar         |
| Miglior centrale      | Musawer Khan      | Pakistan      |
| Miglior libero        | Nasir Ali         | Pakistan      |